# جامعة هاسيلت
جامعة هاسيلت (بالهولندية: Universiteit Hasselt أو UHasselt) هي جامعة بحثية حكومية لها فروع في هاسيلت وديبنبيك في بلجيكا. يلتحق بها أكثر من 6700 طالب و 1660 موظفًا أكاديميًا وإداريًا وفنيًا (2022). تأسست الجامعة رسميًا في عام 1971 باسم جامعة ليمبرغ المركزية Limburg Universitair Centrum (LUC) وغيرت اسمها إلى جامعة هاسيلت في 2005.
صنّفت جامعة هاسيلت في المرتبة 35 من أصل 605 في تصنيفتايمز للتعليم العالي 2023 للجامعات الأصغر من 50 عامًا.
تمتلك جامعة هاسيلت شبكة إقليمية ووطنية وعالمية واسعة النطاق، تعزز التعاون في التعليم والبحث والابتكار.
اعتبارًا من أكتوبر 2020، أصبح البروفيسور. برنارد فانهيوسدن رئيس جامعة هاسيلت، وأصبحت البروفيسورة واندا غويدينس نائب رئيس الجامعة للتعليم، والبروفيسور كين هاينين نائب مدير الجامعة لشؤون الأبحاث.

## التاريخ

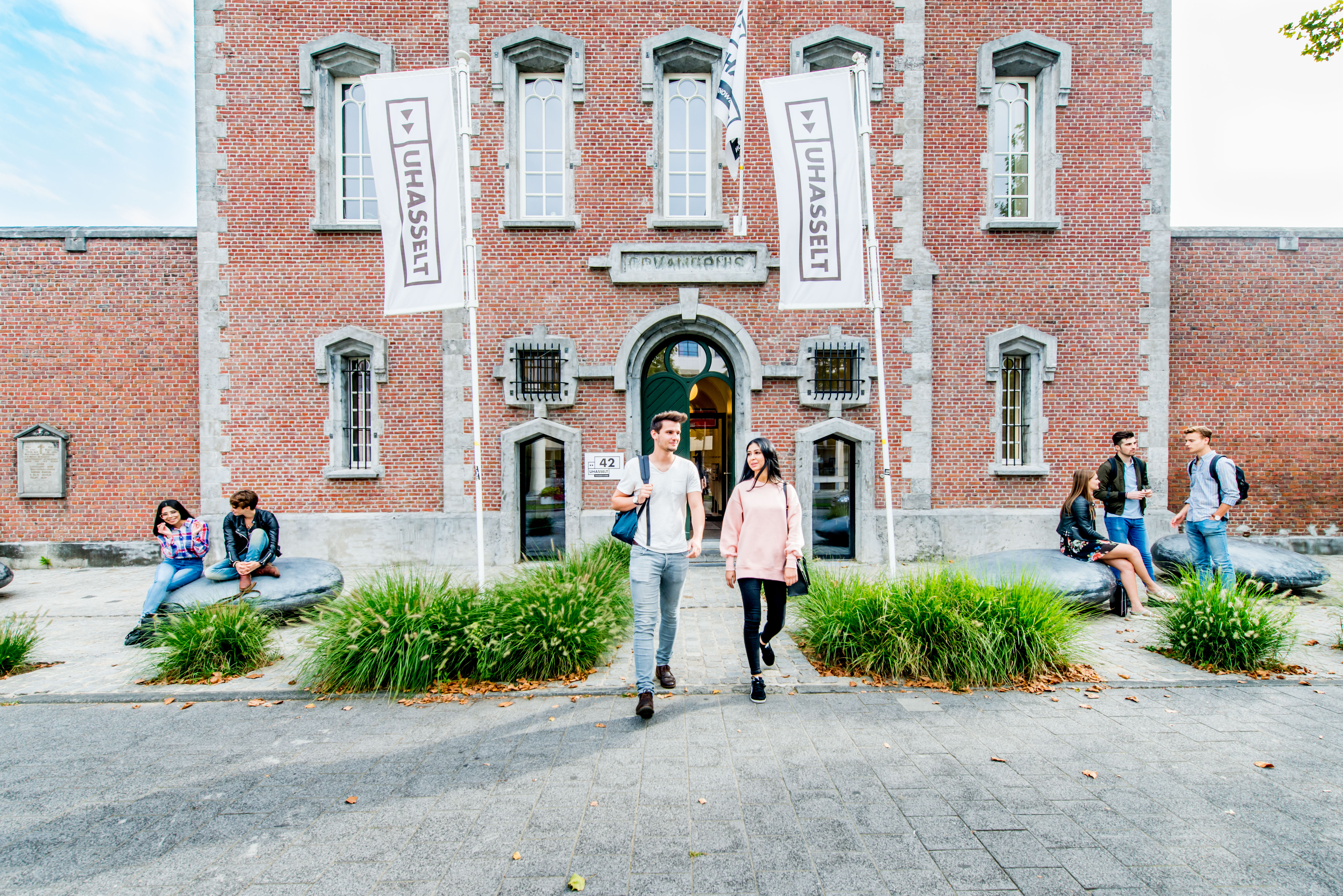
الحرمجامعة هاسيلت، السجن القديم.

### التأسيس والبدء
تأسست جامعة هاسليت رسميًا بموجب القانون في مايو 1971. في سبتمبر 1973، التحق بالعام الدراسي الأول حوالي 320 طالبًا في ستة برامج جامعية هي الرياضيات والفيزياء والكيمياء والبيولوجيا وطب الأسنان والطب.
في العقود التالية، مرت جامعة هاسيلت بتحول هائل. في عام 1991، تحوّلت كلية ليمبورغ للأعمال (EHL) إلى ثالث هيئة تدريس بالجامعة (كلية الاقتصاد التطبيقي، حاليًا اقتصاديات الأعمال). تم توسيع المنهج ليشمل علوم النقل (2004)، والقانون (2008)، والهندسة المعمارية، والهندسة المعمارية الداخلية، وتكنولوجيا الهندسة، وعلوم إعادة التأهيل (2013) والعلوم التجارية (2015). في عام 2022، أطلقت خمسة برامج إضافية هي العلوم الاجتماعية وعلم المواد والتمريض والقبالة وهندسة الرعاية الصحية وتكنولوجيا الهندسة: علوم الكمبيوتر.
في عام 2012، افتتحت الجامعة حرمًا جامعيًا ثانيًا في وسط مدينة هاسيلت. ويشمل الإدارة ومبنى كلية الحقوق والسجن القديم ("Oude Gevangenis"). السجن القديم هو المقر الرئيسي للجامعة وكذلك المكان الذي يجب على الطلاب الجدد التسجيل فيه.

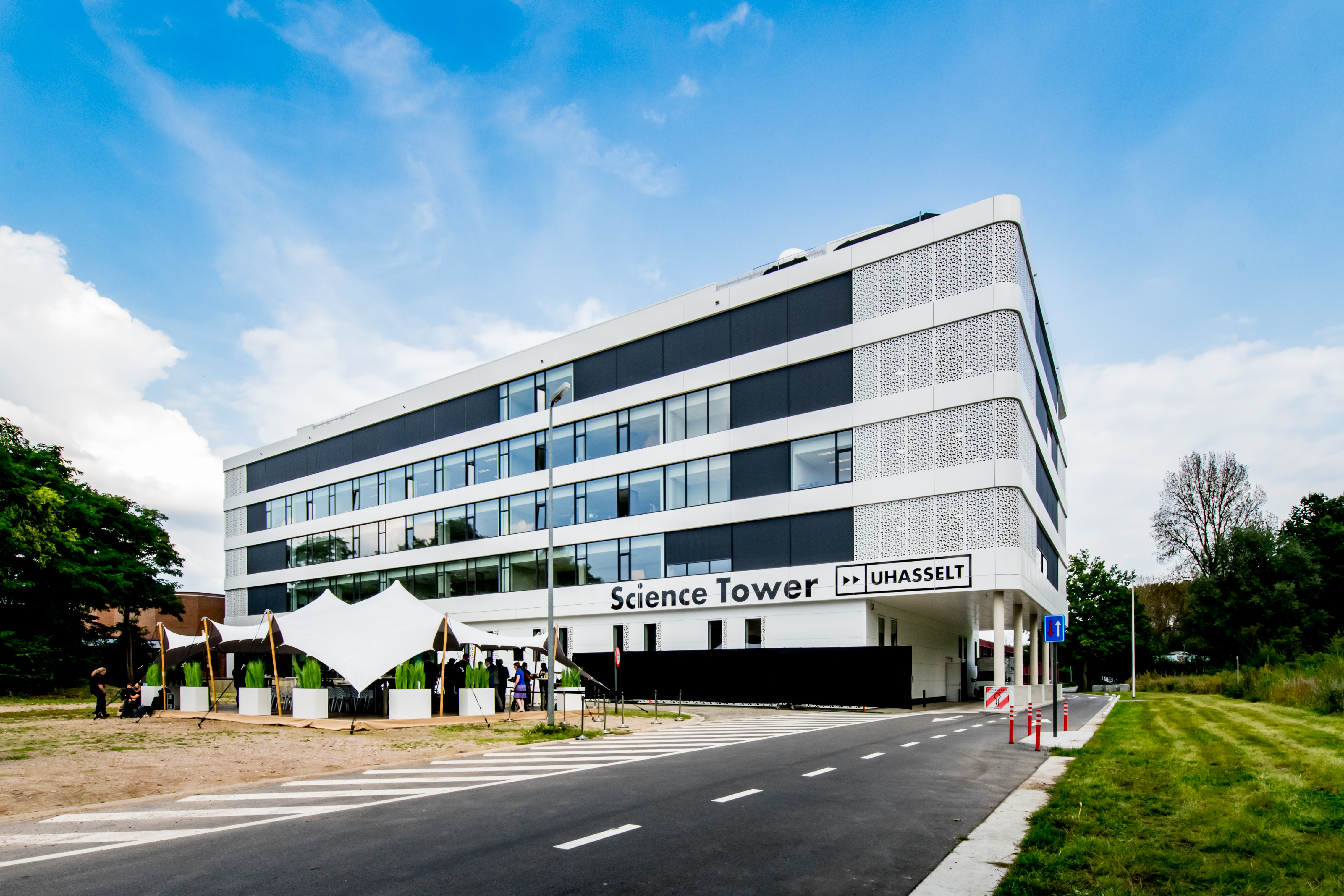
الحرم الجامعي ديبنبيك، برج العلوم.

### الكليات والمدارس
يوجد في هاسليت سبع كليات وثلاث مدارس، تقدم 18 برنامج بكالوريوس و 34 برنامج ماجستير في المجموع (بما في ذلك 5 برامج تدرس باللغة الإنجليزية):
- العمارة والفنون
- اقتصاديات الأعمال
- تقنية الهندسة
- قانون
- الطب وعلوم الحياة
- علوم التأهيل
- علوم
- كلية علوم النقل
- مدرسة الدراسات التربوية
- مدرسة العلوم الاجتماعية

### المعاهد ومراكز البحث
يوجد في هاسليت أربعة معاهد بحثية تغطي شبح البحث بأكمله (من البحث الأساسي إلى البحث التطبيقي إلى التقييم):
- معهد البحوث الطبية الحيوية (بيوميد)
- مركز العلوم البيئية (CMK)
- معهد علوم البيانات (DSI)
- معهد أبحاث المواد (imo-imomec)

هناك أيضًا ثلاثة مراكز بحثية:
- مركز ليمبورغ للبحوث السريرية (LCRC)
- معهد بحوث النقل (IMOB)
- مركز الخبرة للوسائط الرقمية (EDM)

## أنظر أيضاً
- العلوم والتكنولوجيا في فلاندرز
- حديقة ليمبورغ للعلوم
- مؤسسة الجامعة
- معهد فلاندرز المشترك للتكنولوجيا الحيوية (VIB)
- مركز الإلكترونيات الدقيقة بين الجامعات (IMEC)

## روابط خارجية
- جامعة هاسيلت
- مزيد من المعلومات حول التعليم العالي في فلاندرز / بلجيكا (باللغة الإنجليزية)
- ابحث عن برنامج معترف به رسميًا لهذه المؤسسة في سجل التعليم العالي